# Hanns Joachim Friedrichs
Hanns Joachim „Hajo“ Friedrichs (* 15. März 1927 in Hamm als Hans Joachim Friedrichs; † 28. März 1995 in Hamburg) war ein deutscher Journalist. Er war bis 1991 Moderator der Nachrichtensendung Tagesthemen.

## Leben

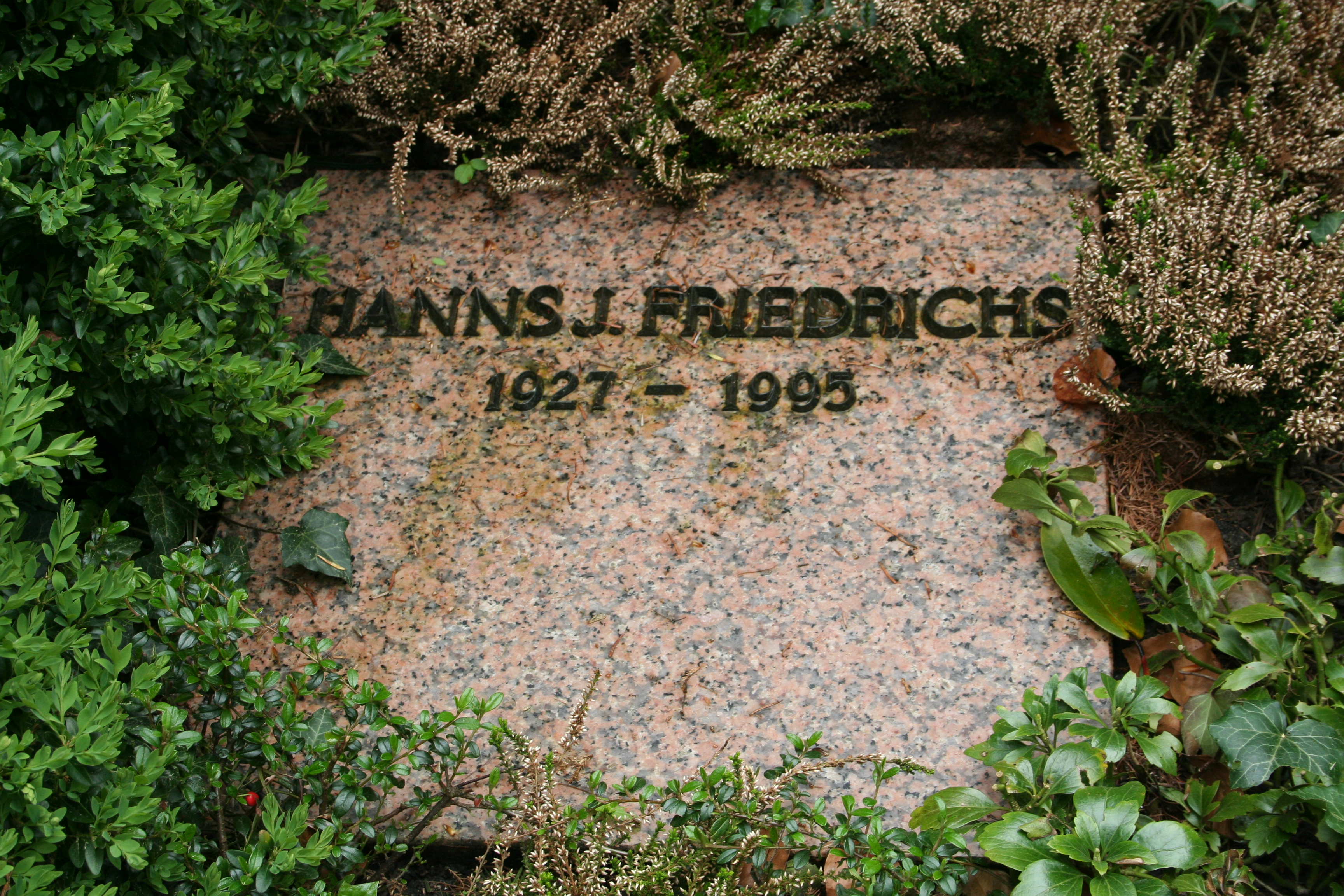
Grab von Hanns Joachim Friedrichs

Hajo Friedrichs wurde als erstes von vier Kindern des Regierungs- und Finanzrats und späteren Oberkreisdirektors Hans Friedrich Wilhelm Friedrichs und dessen Frau Martha Elfriede, geb. Dieckmann, in Hamm in Westfalen geboren. Sein Vater stammte aus Frankfurt (Oder), seine Mutter aus Hennen bei Iserlohn. Friedrichs besuchte zunächst das humanistische Gymnasium Hammonense in Hamm und zog – nach Absetzung seines Vaters als Amtsbürgermeister des damaligen Amts Pelkum durch die Nationalsozialisten – erst nach Hamm, dann nach Herford. Am dortigen Friedrichs-Gymnasium legte er ein Jahr nach dem Zweiten Weltkrieg das Abitur ein zweites Mal ab, nachdem sein Kriegsabitur am Hennebergischen Gymnasium im thüringischen Schleusingen nicht anerkannt worden war. Vor dem Kriegsende war er Luftwaffenhelfer, Arbeitsdienstmann und Soldat; bei Kriegsende kam er noch kurz in Kriegsgefangenschaft. Später absolvierte er ein Volontariat bei der Tageszeitung Telegraf in Berlin. Durch einen Fortbildungskurs zum Thema Parlamentarische Demokratie kam er im Frühjahr 1949 nach London, wo er einen ersten Text für die BBC schrieb. Im Herbst 1950 meldete sich die BBC bei ihm, um ihn für drei Jahre als Nachrichtenredakteur beim Deutschen Dienst der BBC anzustellen.
Auf deutschen Bildschirmen war Friedrichs erstmals 1954 bei einer Übertragung zum 80. Geburtstag von Winston Churchill zu sehen. Im Jahre 1955 begann er beim Nordwestdeutschen Rundfunk in Köln als Korrespondent und Reporter. Er moderierte auch das Regionalmagazin Hier und heute. Nachdem er 1964 vom ZDF engagiert wurde, moderierte er ab 1969 die Nachrichtensendung Heute und von 1971 bis 1981 das Aktuelle Sportstudio; er war ab 1973 Sportchef des ZDF. Im Jahre 1985 wechselte Friedrichs vom ZDF zur ARD. Er wurde für das Nachrichtenmagazin Tagesthemen als Moderator verpflichtet, das er abwechselnd mit Ulrike Wolf und später mit Sabine Christiansen moderierte. Sein Nachfolger wurde am 1. Juli 1991 Ulrich Wickert.
Seit 1971 war Hanns Joachim Friedrichs Mitglied der SPD. Im Bundestagswahlkampf 1994 engagierte er sich offen für die Partei, da er seine „aktive Fernsehzeit hinter [sich]“ gehabt habe und er „nicht mehr in Sendungen arbeiten [müsse], die Glaubwürdigkeit verlangen“.
Im Jahr 1988 sprach Friedrichs den Prolog zu dem Lied Gehet hin und vermehret Euch von Udo Jürgens, das sich angesichts der Zunahme der Weltbevölkerung kritisch mit der Sexualmoral der katholischen Kirche auseinandersetzte. Zu hören war er 1988 in der Studiofassung von Udo Jürgens’ Das blaue Album sowie 1990 auf den Live-Alben Live – ohne Maske und 1992 Open Air Symphony, bei denen Friedrichs’ Prolog vom Band eingespielt wurde, während Jürgens und das Orchester live dazu spielten.
Am Abend des 9. Oktober 1989 kündigte er in den Tagesthemen den heimlich vom Turm der Reformierten Kirche erstellten Bildbericht vom „Marsch der 70.000“ Demonstranten auf dem Leipziger Innenstadtring mit den Worten „Wie uns ein ‚italienisches Filmteam‘ zuspielte …“ an.
Am 9. November 1989 begann er die Tagesthemen wie folgt: „Im Umgang mit Superlativen ist Vorsicht geboten, sie nutzen sich leicht ab. Aber heute darf man einen riskieren: Dieser 9. November ist ein historischer Tag. Die DDR hat mitgeteilt, dass ihre Grenzen ab sofort für jedermann geöffnet sind, die Tore in der Mauer stehen weit offen.“ Um 22:42 Uhr, als die Sendung begann, traf diese Meldung noch nicht zu. Im sich anschließenden Schaltgespräch mit Robin Lautenbach, der am Grenzübergang Invalidenstraße stand, war davon nichts zu sehen. Erst nach dieser Aussage Friedrichs strömten auf beiden Seiten der Grenze viele Menschen zu den Grenzübergängen und die Berliner Mauer wurde zu Fall gebracht.
Hanns Joachim Friedrichs erlag am 28. März 1995 einer Lungenkrebserkrankung, von der er Ende 1994 erfahren hatte. Er wurde auf dem Nienstedtener Friedhof in Hamburg begraben. Das Nachrichtenmagazin Der Spiegel führte mit ihm 1995 ein letztes Gespräch und machte daraus eine Titelgeschichte, einen Tag nach dem Erscheinen der entsprechenden Ausgabe des Spiegel starb Friedrichs.

## Journalismus-Zitat
Im selben Jahr wurde erstmals der Hanns-Joachim-Friedrichs-Preis für journalistische Arbeit verliehen. Das Motto, unter dem der Preis seitdem jährlich verliehen wird, geht auf einen berühmten Satz von Friedrichs zurück: „Einen guten Journalisten erkennt man daran, […] dass er sich nicht gemein macht mit einer Sache, auch nicht mit einer guten Sache“. Dieses Zitat wurde erstmals als Klappentext auf der Rückseite der Friedrichs-Biographie Journalistenleben von 1994 gedruckt. Er berichtet darin fast wortgleich von den Maximen seines Mentors Charles Wheeler bei der britischen BBC und in ähnlicher Form in dem 1919 veröffentlichten Essay Liberty and the News von Walter Lippmann.
Kurz vor seinem Tod sagte er fast gleichlautend:

„Das hab’ ich in meinen fünf Jahren bei der BBC in London gelernt: Distanz halten, sich nicht gemein machen mit einer Sache, auch nicht mit einer guten, nicht in öffentliche Betroffenheit versinken, im Umgang mit Katastrophen cool bleiben, ohne kalt zu sein. Nur so schaffst du es, daß die Zuschauer dir vertrauen, dich zu einem Familienmitglied machen, dich jeden Abend einschalten und dir zuhören.“

Der Satz wird unterschiedlich rezipiert. So schreibt der mit Friedrichs gut befreundete Herausgeber der ZEIT, Theo Sommer, es sei Friedrichs Anliegen gewesen, aufzuzeigen, dass man dem Moderator einer Nachrichtensendung nicht anmerken dürfe, ob er es gut oder schlecht findet, was er vermelde, nie jedoch, dass er keine Haltung besitzen, kein Urteil fällen, keine Sache verfechten dürfe. Ganz entschieden dürfe sich der Journalist mit einer Thematik gemein machen oder auch gegen etwas argumentieren: Einen Leitartikel zu schreiben, bedeute nichts anderes als zu leiten.

## Auszeichnungen
- 1975: ehrende Anerkennung im Rahmen des Adolf-Grimme-Preises für die Regie bei Sport-Spiegel
- 1985: Goldener Gong für Bilder aus Amerika, gemeinsam mit Dieter Kronzucker
- 1990: Besondere Ehrung beim Adolf-Grimme-Preis

## Werke
- Hanns Joachim Friedrichs (Hrsg.): Illustrierte deutsche Geschichte. Vom Werden einer Nation. Naumann und Göbel, Köln 1991, ISBN 3-625-10428-8.
- Hanns Joachim Friedrichs (mit Harald Wieser): Journalistenleben. Autobiographie. 1. Auflage. Droemer Knaur, München 1994, ISBN 978-3-426-26834-6 (284 S.).